# Championnats d'Asie d'athlétisme en salle
Les championnats d'Asie d'athlétisme en salle se sont déroulés pour la première fois en 2004. Ils ont lieu tous les deux ans, sous l'égide de l'Asian Athletics Association.

## Éditions
L'édition 2020 est annulée moins de trois semaines avant ses débuts à la suite de l'épidémie de maladie à coronavirus 2019,.
| # | Année | Ville    | Pays       | Date          | Stade                               | Notes           |
| - | ----- | -------- | ---------- | ------------- | ----------------------------------- | --------------- |
| 1 | 2004  | Téhéran  | Iran       | 6–8 février   | Aftab Enghelab Complex              |                 |
| 2 | 2006  | Pattaya  | Thaïlande  | 10–12 février | Indoor Athletics Stadium de Pattaya |                 |
| 3 | 2008  | Doha     | Qatar      | 14–16 février | ASPIRE Dome                         |                 |
| 4 | 2010  | Téhéran  | Iran       | 24–26 février | Aftab Enghelab Complex              |                 |
| 5 | 2012  | Hangzhou | Chine      | 18-19 février |                                     |                 |
| 6 | 2014  | Hangzhou | Chine      | 15-16 février |                                     |                 |
| 7 | 2016  | Doha     | Qatar      | 19-21 février |                                     |                 |
| 8 | 2018  | Téhéran  | Iran       | 1-3 février   |                                     |                 |
| 9 | 2020  | Hangzhou | Chine      | 13-15 février |                                     | Édition annulée |
| 9 | 2023  | Astana   | Kazakhstan |               |                                     |                 |